# Palais Modello
Pour l’article homonyme, voir Modello.
Le Palais Modello (en croate : Palača Modello ; en italien : Palazzo Modello) a été construit en 1885 en style éclectique à Rijeka, en Croatie, à la place de l'ancien théâtre Adamichev (en croate : Adamićev) démoli. 

## Histoire et description

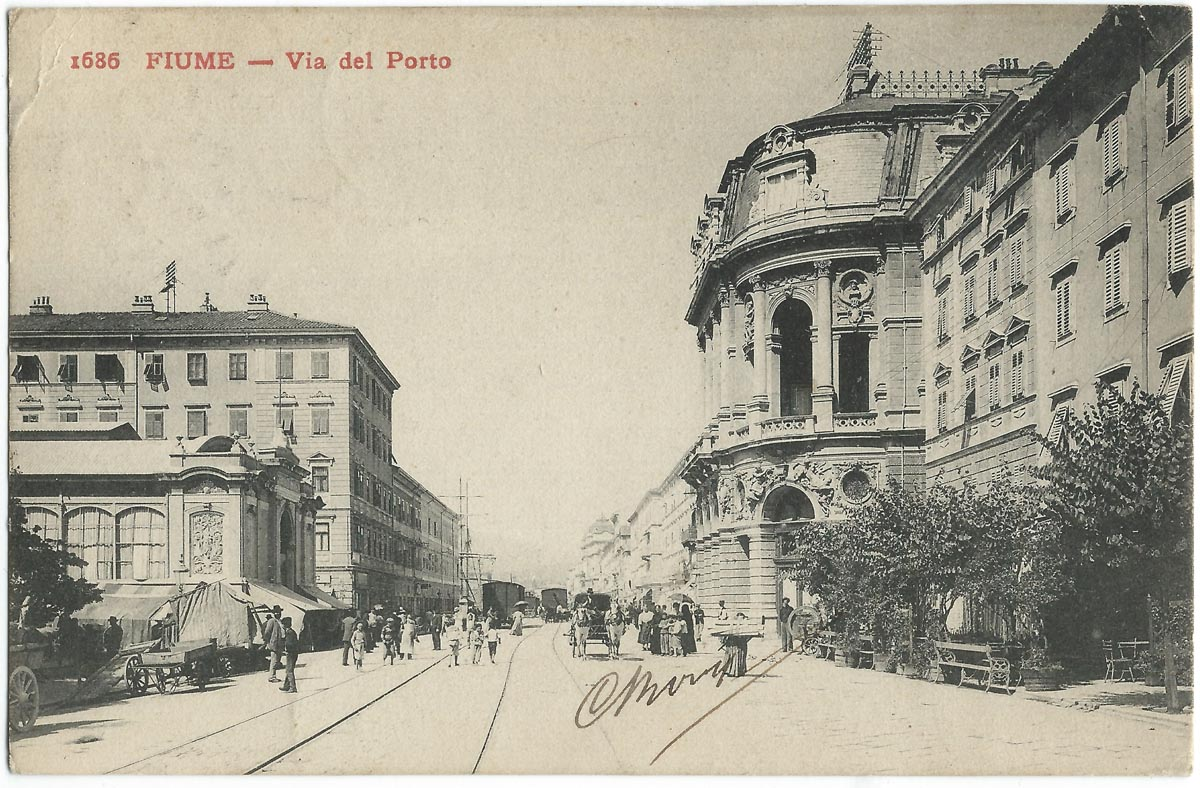
La façade du Palace Modello donne sur la rue de Porto. XIXe siècle.

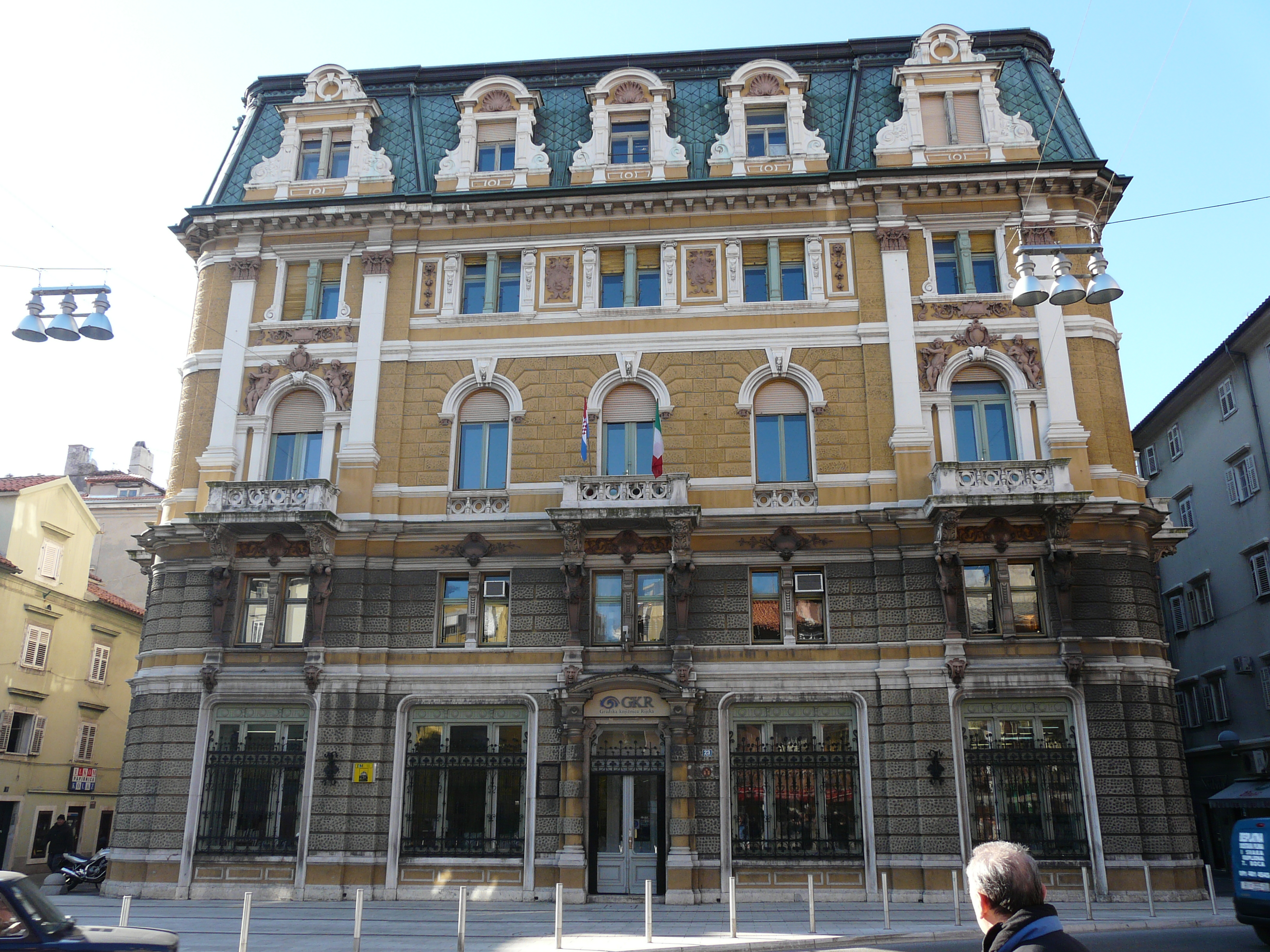
Vue du Palais Modello depuis la rue Korzo.

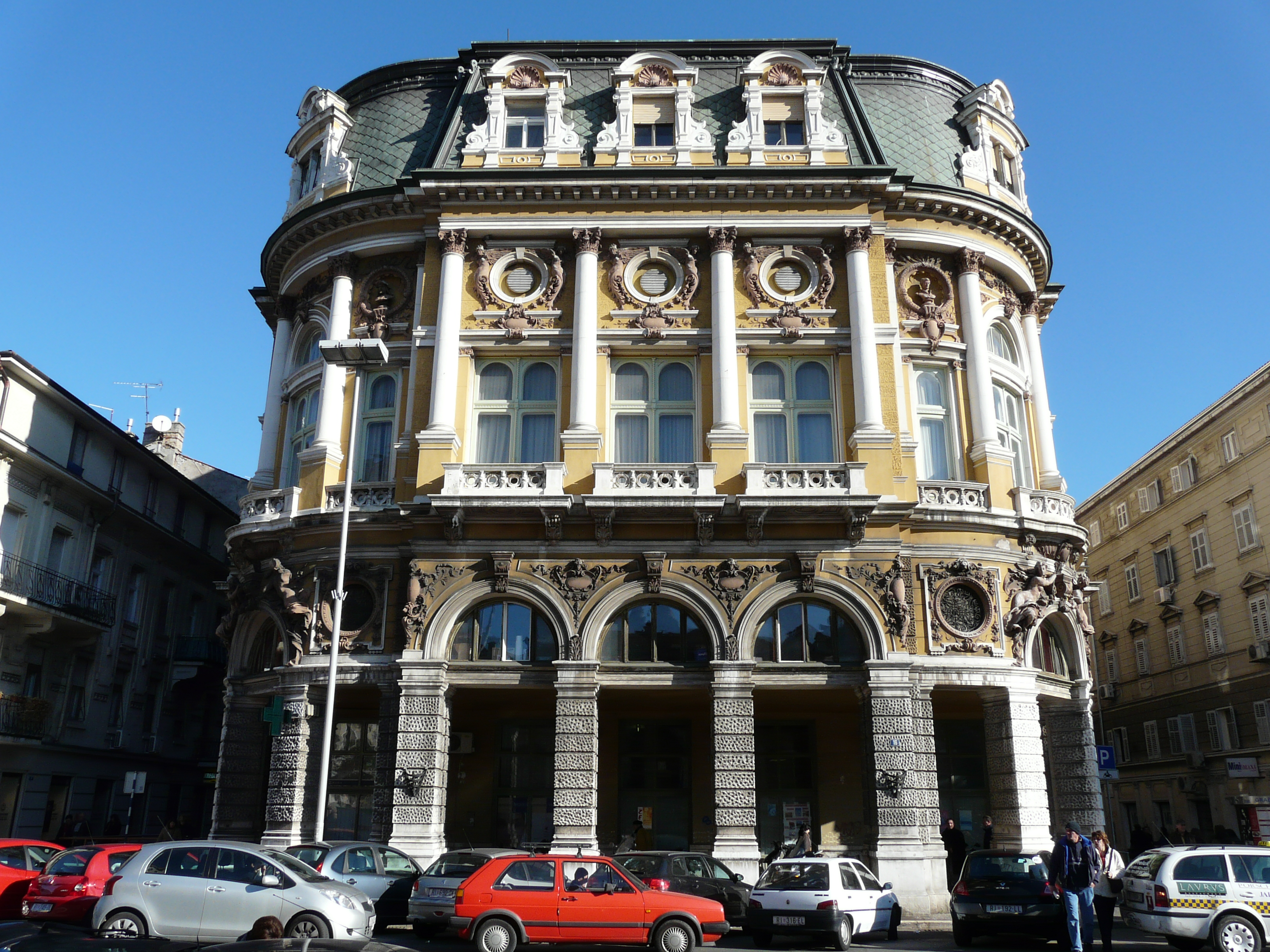
La façade du Palais Modello de la rue de Porto.

Le palais a été conçu par le bureau viennois Fellner & Helmer dirigé par Ferdinand Fellner et Herman Helmer. La construction a commencé en 1883 et s'est achevée en 1885.

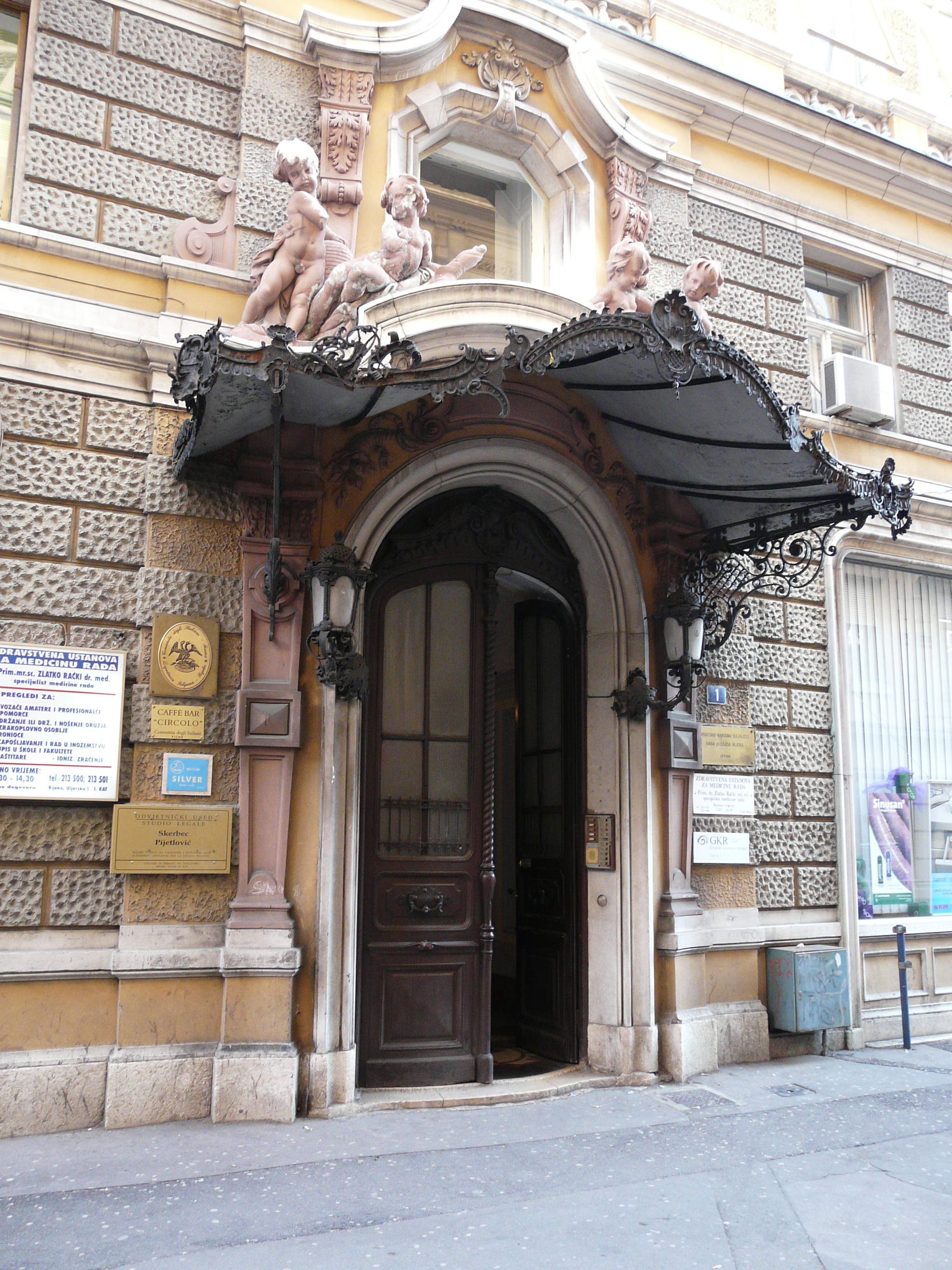
L'une des entrées du palais.

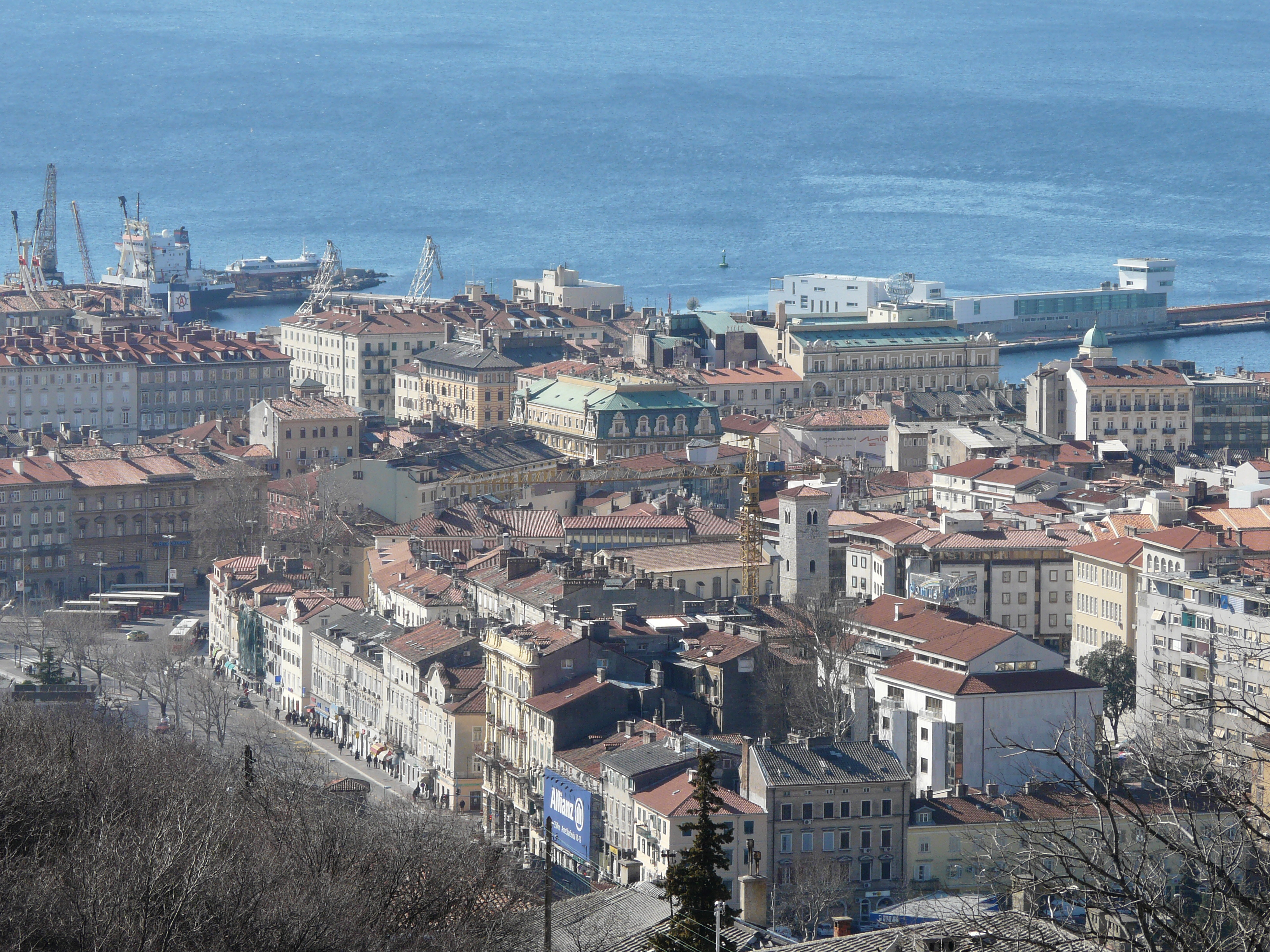
Vue des toits de Rijeka depuis Trsat. Le palais Modello est au centre.

Le palais a été construit pour la banque Rijeka et les caisses d'épargne. Le palais Modello a de ce fait une façade luxueuse. Il est riche en éléments décoratifs dans le style de la Renaissance tardive et du baroque. Les objets décoratifs ont été réalisés par le sculpteur Ignazio Donegani. 
Le palais Modelo est situé à proximité du Théâtre national croate Ivan Zajc, qui a été construit en 1885 par Buro Fellner & Helmer pour remplacer le théâtre Adamichev détruit.